# Castello Lukeba
Junior Castello Lukeba (* 17. prosince 2002) je francouzský fotbalista, který hraje jako střední obránce za Lipsko a francouzskou reprezentaci.
Před přestupem do Lipska hrál za Lyon.

## Reprezentační kariéra
Je angolského původu, narodil se ve Francii. Rozhodl se reprezentovat Francii.
V listopadu 2021 byl poprvé povolán do reprezentace do 21 let, kde hrál se svými spoluhráči z Lyonu, Maxence Caqueretem, Rayanem Cherkim a Malem Gustem.
V říjnu 2023 debutoval za seniorskou reprezentaci.